# Anton Czechow
Anton Pawłowicz Czechow (ros. Антон Павлович Чехов [ɐnˈton ˈpavɫəvʲɪtɕ ˈtɕɛxəf], ur. 17 stycznia?/29 stycznia 1860 w Taganrogu, zm. 2 lipca?/15 lipca 1904 w Badenweiler) – rosyjski nowelista i dramatopisarz pochodzenia ukraińskiego. Klasyk literatury rosyjskiej.

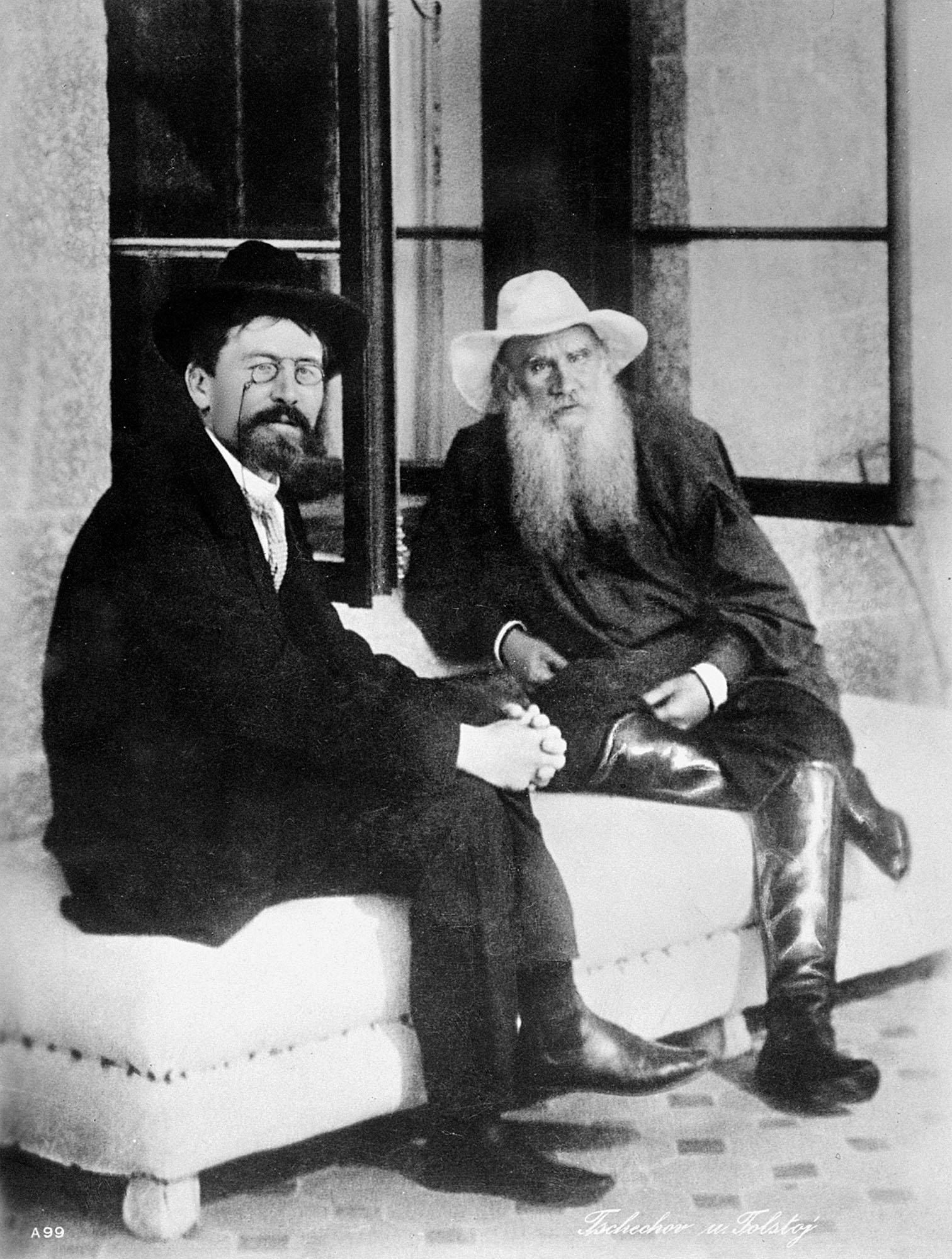
Czechow i Lew Tołstoj w Jałcie (1900)

Mistrz „małych form literackich”, w której przeważały obrazki obyczajowe, miniatury z życia urzędników, kupców, ziemian i chłopów, łączące komizm z wyraźnymi akcentami krytyki społecznej.
Znany głównie z dramatów odtwarzających tragizm powszedniej egzystencji zwykłych, przeciętnych ludzi, zazwyczaj pozbawionych woli działania, w których konflikty ukazywał w aspekcie ogólnoludzkim, społeczno-psychologicznym, a zarazem czysto rosyjskim.

## Życiorys
Anton Czechow pochodził z niezamożnej rodziny kupieckiej. Jako dziecko mówił wyłącznie po ukraińsku, a jako dorosły uważał się za Ukraińca. Urodził się w Taganrogu, mieście położonym nad Morzem Azowskim. Był wychowywany przez okrutnego ojca, prowadzącego mały sklepik. Młody Anton przeżył szereg romansów, w tym jeden z żoną nauczyciela. Po ukończeniu gimnazjum w rodzinnym mieście udał się na studia medyczne do Moskwy. W roku 1884, po ukończeniu uniwersytetu, Czechow rozpoczął pracę w powiatowym szpitalu. Był już dość znanym pisarzem i mógłby zarabiać na życie pisarstwem. Mawiał żartem, że ma żonę medycynę i kochankę literaturę. Już jako student medycyny publikował utwory humorystyczne i satyryczne: Śmierć urzędnika (1883), Kameleon (1884), łączące liryzm z ironią. Pisał na ogół krótkie utwory, gdyż jak sam twierdził "sztuka pisania jest sztuką skracania, a zwięzłość jest siostrą talentu".
Główna część jego dorobku powstała w okresie prowadzenia praktyki lekarskiej, zanim jeszcze jego dzieła przebiły się do szerszej publiczności. Jego nowele były publikowane w tym czasie, ale nie cieszyły się dużym zainteresowaniem czytelników, zaś jego skomplikowanych i trudnych do adaptacji sztuk nie chciano wystawiać. W lipcu 1890 udał się w podróż na Sachalin, miejsca zesłania politycznych i kryminalnych skazańców. Efektem wyprawy było dzieło Wyspa Sachalin, które w Rosji wywołała silny społeczny odzew.
W latach 1888–1900 odbywał podróże do Batumi, gdzie zatrzymywał się w domu przy obecnej ulicy Rustawelego.
Teatrem interesował się od młodzieńczych lat, kiedy to jako gimnazjalista zabiegał, by go wpuszczono na spektakle teatru zawodowego, zabronione dla młodzieży szkolnej. Przez całe życie pisał felietony teatralne oraz opowiadania z życia rosyjskiej sceny. Swoją pierwszą, czteroaktową sztukę Płatonow (Bez ojcowizny), napisał mając około dwudziestu lat. Sztukę dał do przeczytania aktorce Marii Jermołowej, lecz została mu ona zwrócona. Wartość jego sztuk odkrył dopiero Konstantin Stanisławski, słynny twórca teatru MChAT, który premierą Mewy (1898) przyczynił się do rozgłosu Czechowa. Trzy kolejne sztuki pisane na zamówienie MChAT-u (Wujaszek Wania, Trzy siostry, Wiśniowy sad) cieszyły się podobną popularnością co Mewa i są najbardziej znanymi utworami Czechowa.
Duet Stanisławski-Czechow na przełomie XIX i XX w. praktycznie zdominowała działalność MChAT-u. Obaj wspólnie stworzyli podwaliny naturalizmu w teatrze, znacznie wyprzedzając swoją epokę. Istotą tego teatru było zerwanie ze sztucznymi konwencjami gry aktorskiej i zachowywanie się na scenie w możliwie jak najbardziej naturalny sposób.
Czechow chorował na gruźlicę, jednak mimo choroby udał się w ciężką podróż na wyspę zesłańców, by zebrać materiały do książki o katorżnikach (Sachalin). Na zachodzie jego sztuki rozpropagował Aleksiej S. Suworin, zamożny właściciel prawicowego dziennika „Nowoje Wriemia”, który za własne pieniądze drukował i wystawiał dzieła Czechowa w Paryżu i Londynie oraz finansował i organizował podróże Czechowa po Europie.
Czechow zmarł 15 lipca 1904 roku na skutek wyniszczenia gruźlicą. Pochowano go z honorami na Cmentarzu Nowodziewiczym w Moskwie. Jego książki należą do podstawowego kanonu literatury światowej.

## Życie prywatne
Był ateistą. W 1901 r. Czechow poślubił Olgę Knipper, ulubioną aktorkę Stanisławskiego, która grała większość pierwszoplanowych ról kobiecych w sztukach Czechowa.

## Wybrana twórczość

### Dramaty
- 1881 – Płatonow
- 1886 – O zgubnym wpływie palenia tytoniu
- 1887 – Iwanow – czteroaktówka,
- 1888 – Niedźwiedź – jednoaktowa komedia,
- 1888–1889 – Oświadczyny – jednoaktówka,
- 1889 – Drewniany demon – czteroaktowa komedia,
- 1891 – Jubileusz – jednoaktowa komedia
- 1896 – Mewa[9]
- 1899–1900 – Wujaszek Wania (przeróbka Drewnianego Demona)
- 1901 – Trzy siostry
- 1904 – Wiśniowy sad

### Najbardziej znane opowiadania
- 1883 – Śmierć urzędnika
- 1884 – Kameleon
- 1887 – Kasztanka
- 1888 – Spać się chce
- 1898 – Człowiek w futerale
- Końskie nazwisko

### Relacje dokumentalne
- 1895 – Wyprawa na Sachalin, która składa się z:
  - Wyspa Sachalin (1891–1895),
  - Podróż przez Syberię,
  - Listy.

### Nowele
Większość napisana pod pseudonimem Antosza Czechonte.
- 1879–1884 – Intrygi – zbiór dziewięciu nowel,
- 1882 – Późno zakwitające kwiaty
- 1883 – Szwedzka zapałka
- 1883–1888 – Światła
- 1884 – Ostrygi, Perpetuum mobile
- 1886 – Piostryje rasskazy, Doskonali ludzie, Tajemnica, Księżna, Nauczyciel, Dzieło sztuki
- 1886–1901 – Hydrofobia
- 1887 – Żebrak, Lekarz, Wrogowie, Egzaminy w magistracie, Szczęście, Pocałunek, W Wielkanoc, Tyfus, Wołodia
- 1888 – Wielki step, Atak nerwowy, Kłopotliwy interes, Pięknisie, Łabędzi śpiew, Senny, Urodziny
- 1889 – Nieciekawa historia
- 1890 – Gusew, Koniokradzi
- 1891 – Pojedynek na śmierć i życie, Żony wieśniaków
- 1892 – Sala nr 6, Wygnanie, Konik polny, Sąsiedzi, Terror, Moja żona, Motyl
- 1893 – Dwóch Wołodiów, Anonimowa historia
- 1894 – Czarny mnich, Historia ogrodnika, Skrzypce Rothschilda, Student, Nauczyciel literatury, Królestwo kobiet
- 1895 – Trzy lata, Ariadna, Morderstwo
- 1896 – Dom z attyką, Moje życie
- 1897 – Chłopi, W domu, W powozie
- 1898 – Mała trylogia, Jonycz, Wizyta lekarza, Nowa dacza, Oficjalny interes
- 1899 – Kochanie, Dama z pieskiem, Boże Narodzenie
- 1900 – Wąwóz
- 1902 – Biskup
- 1903 – Panna na wydaniu
- 1904 – Zakład

### Powieści
- 1884 – Dramat na polowaniu

## Upamiętnienie w Polsce
Od 1973 na terenie obecnej dzielnicy Bielany w Warszawie znajduje się ulica imienia Antoniego Czechowa.
Także w Katowicach w dzielnicy Nikiszowiec znajduje się ulica jego imienia.